# Modeste Zussy
Modeste Zussy, né le 16 février 1897 à Willer-sur-Thur (Haut-Rhin) et mort le 18 avril 1993 à Thann (Haut-Rhin), est un homme politique français.

## Détail des fonctions et des mandats
Mandats locaux
- 1947 - 1953 : Maire de Thann
- 1953 - 1956 : Maire de Thann

Mandats parlementaires
- 7 novembre 1948 - 18 mai 1952 : Sénateur du Haut-Rhin
- 26 avril 1959 - 1er octobre 1968 : Sénateur du Haut-Rhin